# Gabriele Filippucci

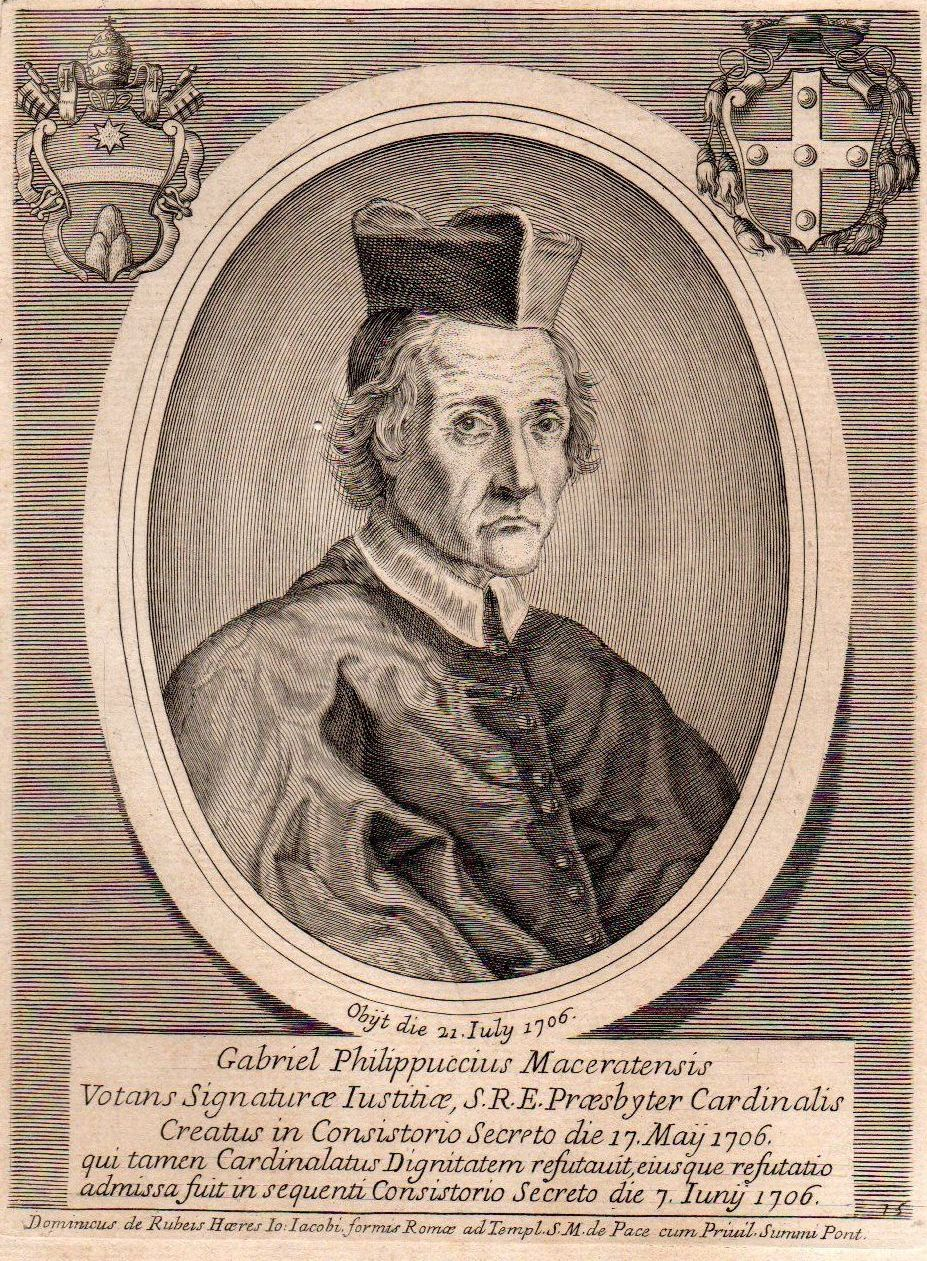

Gabriele Filippucci (* 11. März 1631 in Macerata; † 21. Juli 1706 in Rom) war ein italienischer Kardinal.

## Leben
Gabriele war der Sohn Domenico Filippucci und Elisabetta Pellicani, beide Patrizier aus Macerata in den Marken.
Er wurde von den Jesuiten ausgebildet und studierte Theologie- und Rechtswissenschaften. 1655 erlangte er den Doktortitel in Rechtswissenschaften. Im gleichen Jahr ging er nach Rom, um eine Ausbildung an der Kurie zu absolvieren. Aufgrund der Pest kehrte er nach Macerata zurück. Danach kehrte er nach Rom zurück und arbeite er in den Anwaltskanzleien von Eusebi und Giovanni Battista De Luca. 1666 begann er eine Karriere als Anwalt. Auf Druck von Kardinal Felice Rospigliosi, dem Neffen von Papst Clemens IX. wurde er zum Auditor der Stadt Rom berufen. Eine Berufung als Auditor an die Nuntiatur in Polen-Litauen lehnte er zuvor ab. Er verließ Rom nur noch beim Tod seines Vaters und seines Bruders Giuseppe.
Aufgrund seiner Fähigkeiten wollte Papst Innozenz XII. ihn 1694 an das Tibunal der Apostolischen Signatur berufen, was traditionell nicht nach Verdienst, sondern nach Dienstalter geschah. Gleichzeit sollte er Kanoniker des Petersdom werden. Er lehne aber ab. 1695 erfolgte seine Ernennung zum Subdatar und zum Kanoniker der Lateranbasilika. Am 23. Dezember 1695 nahm Filippucci die Ernennungen unter der Bedingung an, dass damit keine Pfründen verbunden sein würden. In dieser Zeit bat der Papst aufgrund seiner Integrität und seines Fachwissens häufig um Rat. Außerdem erhielt er die Ämter des Auditors und Konsultors der Apostolischen Pönitentiarie. Am 28. Mai 1699 wurde er zum Auditor Papae ernannt.
Papst Clemens XI. kreierte ihn während des Konsistoriums von 17. Mai 1706 zum Kardinal. Filippucci bat zur Überraschung des Papstes um Dispens von der Ernennung die der Papst am 7. Juni 1706 gewährte. Gleichzeitig verzichtete er auch auf sein Stimmrecht an der Signatura dei Justitia seinen Kanonikerposten. In beiden Ämtern folgte sein Neffe Francesco De Vico.
Kurz nach diesen Ereignissen, am 21. Juli 1706, starb Filippucci an Aszites. Er hatte die Weihe zum Subdiakon empfangen. Obwohl er in seinem Testament eine bescheidene Beerdigung wünschte, organisierte der Papst auf eigene Kosten eine zeremonielle Beerdigung für ihn.